# Semizkumlar
 (septembre 2020).
Si vous disposez d'ouvrages ou d'articles de référence ou si vous connaissez des sites web de qualité traitant du thème abordé ici, merci de compléter l'article en donnant les références utiles à sa vérifiabilité et en les liant à la section « Notes et références ».
Semizkumlar est un des quartiers de la ville turque de Silivri.

## Description
Situé à l'ouest de la ville, Semizkumlar est desservi par l'autoroute D100.
Le sud du quartier donne un accès à la mer de Marmara, et au nord se trouve la Prison de Silivri.